# Sega CD
Sega CD, lançado como Mega-CD na maioria das regiões fora da América do Norte e do Brasil, é um acessório (add-on) baseado em CD-ROM para o console de jogos eletrônicos Mega Drive. Foi projetado e produzido pela Sega como parte da quarta geração de consoles e lançado primeiramente no Japão em 1991. O Sega CD reproduz jogos baseados em CD, áudio e discos CD+G, além de adicionar funcionalidades de hardware, como uma unidade de processamento central mais rápida e aprimoramentos gráficos, como escalonamento e rotação de sprites.
O principal benefício da tecnologia dos CDs era o maior armazenamento, permitindo que os jogos fossem quase 320 vezes maiores do que os cartuchos de Mega Drive. Este benefício se manifestou com jogos full motion video (FMV), como o polêmico Night Trap, que se tornou o foco das audiências do Senado dos Estados Unidos sobre jogos eletrônicos em 1993. A Sega of Japan fez uma parceria com a JVC para projetar o Sega CD e se recusou a consultar a Sega of America até que o projeto fosse concluído. A Sega of America montou peças de várias unidades réplicas, ou "dummy", para obter um protótipo funcional. Ele foi redesenhado várias vezes pela Sega e desenvolvedores licenciados de terceiros.
Embora o Sega CD tenha se tornado conhecido por vários jogos bem recebidos, como Sonic CD, sua biblioteca de jogos continha muitos portes de Mega Drive e jogos em FMV mal recebidos. 2,24 milhões de unidades de Sega CD foram vendidas até março de 1996, após o qual a Sega descontinuou o sistema para se concentrar no Sega Saturn. A recepção retrospectiva é mista, com elogios a jogos individuais e funções adicionais, mas com críticas por sua escassez de jogos profundos, alto preço e falta de suporte da Sega.

## História

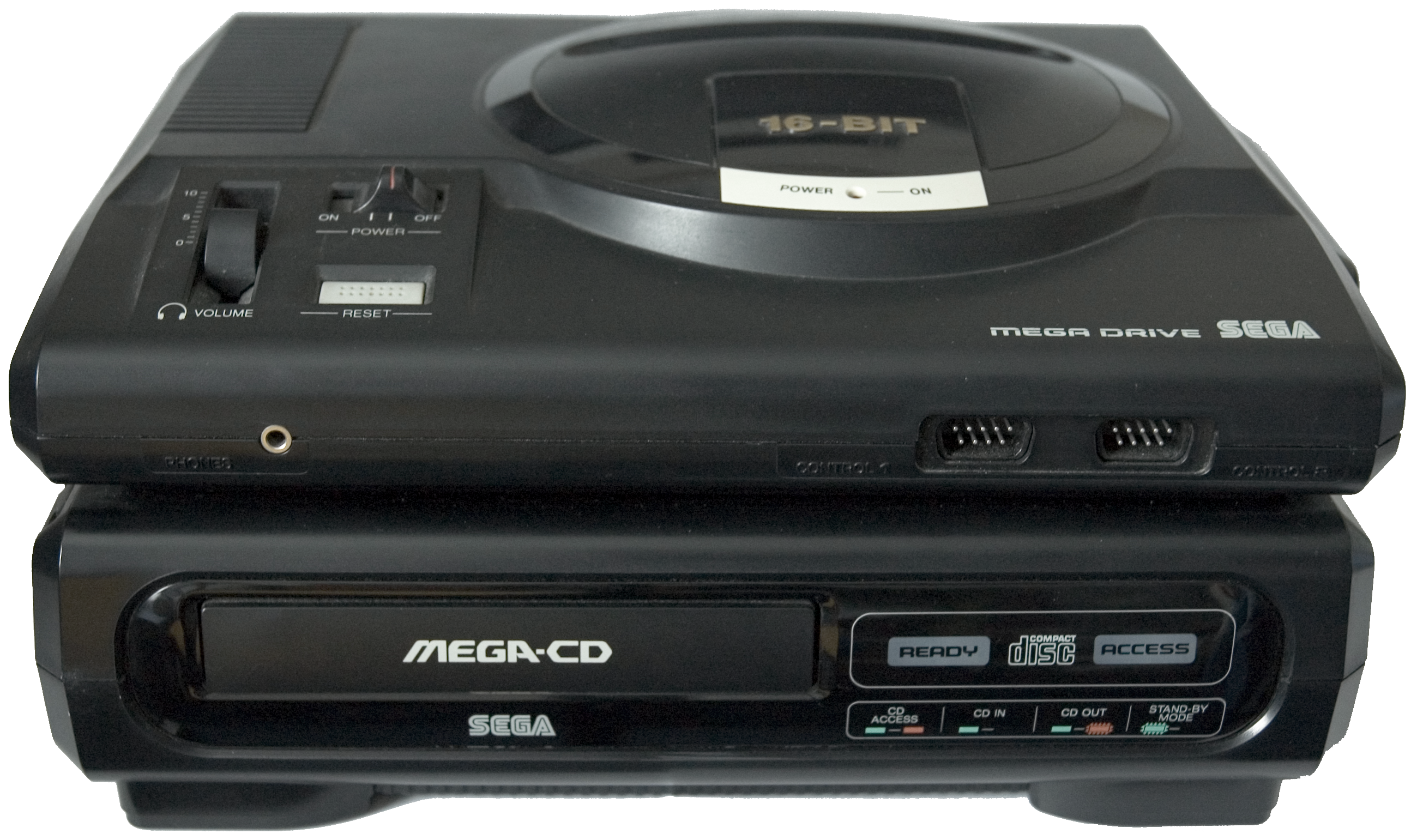
Mega CD europeu

### Antecedentes
Lançado em 1988, o Mega Drive (conhecido como Sega Genesis na América do Norte) foi a entrada da Sega na quarta geração de consoles. No início da década de 1990, o CEO da Sega of America, Tom Kalinske, ajudou a fazer do Mega Drive um sucesso ao diminuir o preço, desenvolver jogos para o mercado norte-americano com uma nova equipe nacional, continuar campanhas publicitárias agressivas e vendendo Sonic the Hedgehog junto ao console, num pacote ou bundle. Ao mesmo tempo, os compact discs (CDs) avançavam como um meio de armazenamento para música e jogos eletrônicos. A NEC foi a primeira a usar a tecnologia de CD em um console com o acessório PC Engine CD-ROM² em outubro de 1988 no Japão (lançado na América do Norte como o TurboGrafx-CD no ano seguinte), que vendeu cerca de 80 mil unidades em seis meses. No mesmo ano, a Nintendo anunciou uma parceria com a Sony para desenvolver seu próprio periférico baseado em CD-ROM, o Super NES CD-ROM, para o Super Nintendo Entertainment System. A Commodore International lançou seu sistema multimídia CDTV no início de 1991, enquanto o CD-i da Philips chegou mais tarde naquele ano. De acordo com Nick Thorpe, da Retro Gamer, a Sega teria recebido críticas de investidores e observadores caso não tivesse desenvolvido um console baseado em CD-ROM.

### Desenvolvimento
Logo após o lançamento do Mega Drive, a Sega's Consumer Products Research and Development Labs, liderada pelo gerente Tomio Takami, ficou encarregada de criar um complemento baseado em CD-ROM para o console. Ele foi originalmente planejado para igualar os recursos do TurboGrafx-CD, mas com o dobro de memória de acesso aleatório (RAM). Além dos tempos de carregamento relativamente curtos, a equipe de Takami planejava implementar um hardware que permitisse escalonamento e rotação, semelhantes aos jogos de arcade da Sega, que exigiam um processador de sinal digital dedicado. Um chip gráfico personalizado implementaria esses recursos, juntamente com um chip de som adicional fabricado pela Ricoh. De acordo com Kalinske, a Sega era ambiciosa sobre o que a tecnologia CD-ROM faria para os jogos eletrônicos, com seu potencial para "gráficos de filmes", "som de concertos de rock and roll" e animação em 3D.
Como a CPU do Mega Drive, um Motorola 68000, era muito lenta para lidar com os novos recursos gráficos do Sega CD, outra CPU foi incorporada. Esta segunda CPU tem uma frequência de 12,5 MHz, mais rápida que a CPU de 7,67 MHz do Mega Drive. Respondendo aos rumores de que a NEC planejava lançar uma atualização ao TurboGrafx-CD, que aumentaria a sua RAM de 0,5 Mbit para entre 2 e 4 Mbit, a Sega aumentou a RAM do Sega CD de 1 Mbit para 6 Mbit. Isso foi um desafio técnico, já que a velocidade de acesso à RAM do Sega CD era inicialmente muito lenta para executar programas de forma eficaz, e os desenvolvedores tiveram que se concentrar em aumentar a velocidade. O custo estimado do aparelho subiu para 370 dólares, mas pesquisas de mercado convenceram os executivos da Sega de que os consumidores estariam dispostos a pagar mais por uma máquina de última geração. A Sega fez parceria com a JVC, que vinha trabalhando com a Warner New Media para desenvolver um CD player com a tecnologia CD+G.
A Sega of America não foi informada dos detalhes do projeto até meados de 1991: apesar de ter recebido documentos técnicos preliminares no início do ano, a divisão não recebeu uma unidade funcional para testes. De acordo com o ex-produtor executivo Michael Latham, "Quando você trabalha em uma empresa multinacional, há coisas que vão bem e outras que não. Eles não queriam nos enviar unidades do Sega CD. Eles queriam nos enviar réplicas e não nos enviaram unidades funcionais até o último minuto porque estavam preocupados com o que faríamos com isso e se vazaria. Foi muito frustrante".
Latham e o vice-presidente de licenciamento da Sega of America, Shinobu Toyoda, montaram um Sega CD funcional adquirindo uma ROM para o sistema e instalando-a em uma réplica. A equipe ficou frustrada com a construção do acessório. O ex-produtor sênior Scot Bayless disse: "[Ele] foi projetado com um leitor de CDs de áudio barato, a nível de consumidor, não um CD-ROM. Muito tarde na preparação para o lançamento, as equipes de garantia de qualidade começaram a ter problemas graves com muitas das unidades — e quando digo graves, quero dizer unidades literalmente explodindo em chamas. Trabalhamos sem parar, tentando detectar as falhas em andamento e, após cerca de uma semana, finalmente percebemos o que estava acontecendo". Ele disse que os problemas foram causados pela necessidade de os jogos usarem mais dados de busca de tempo do que o leitor de CD foi projetado para fornecer.

### Lançamento
Já em 1990, revistas falavam sobre um acessório baseado em CD-ROM para o Mega Drive. A Sega anunciou o lançamento do Mega-CD no Japão no final de 1991, e na América do Norte (como Sega CD) em 1992. Foi revelado ao público no Tokyo Toy Show de 1991, tendo recepção positiva dos críticos, e na Consumer Electronics Show em Chicago em meados de 1991. Foi lançado no Japão em 12 de dezembro de 1991, inicialmente vendido a um preço de varejo de 49 800 ienes. Embora o Mega-CD tenha vendido rapidamente, como poucos usuários possuíam o Mega Drive no Japão, as vendas diminuíram pouco tempo depois. Nos primeiros três meses, o Mega-CD vendeu 200 mil unidades, mas vendeu apenas mais 200 mil nos três anos seguintes. Terceiros enfrentaram dificuldades para desenvolver jogos para o acessório, pois a Sega demorou muito para lançar kits de desenvolvimento de software (SDKs). Outros fatores que afetaram as vendas foram o alto preço de lançamento do Mega-CD no Japão, tendo apenas dois jogos disponíveis no lançamento, com apenas cinco outros publicados pela Sega em um ano.

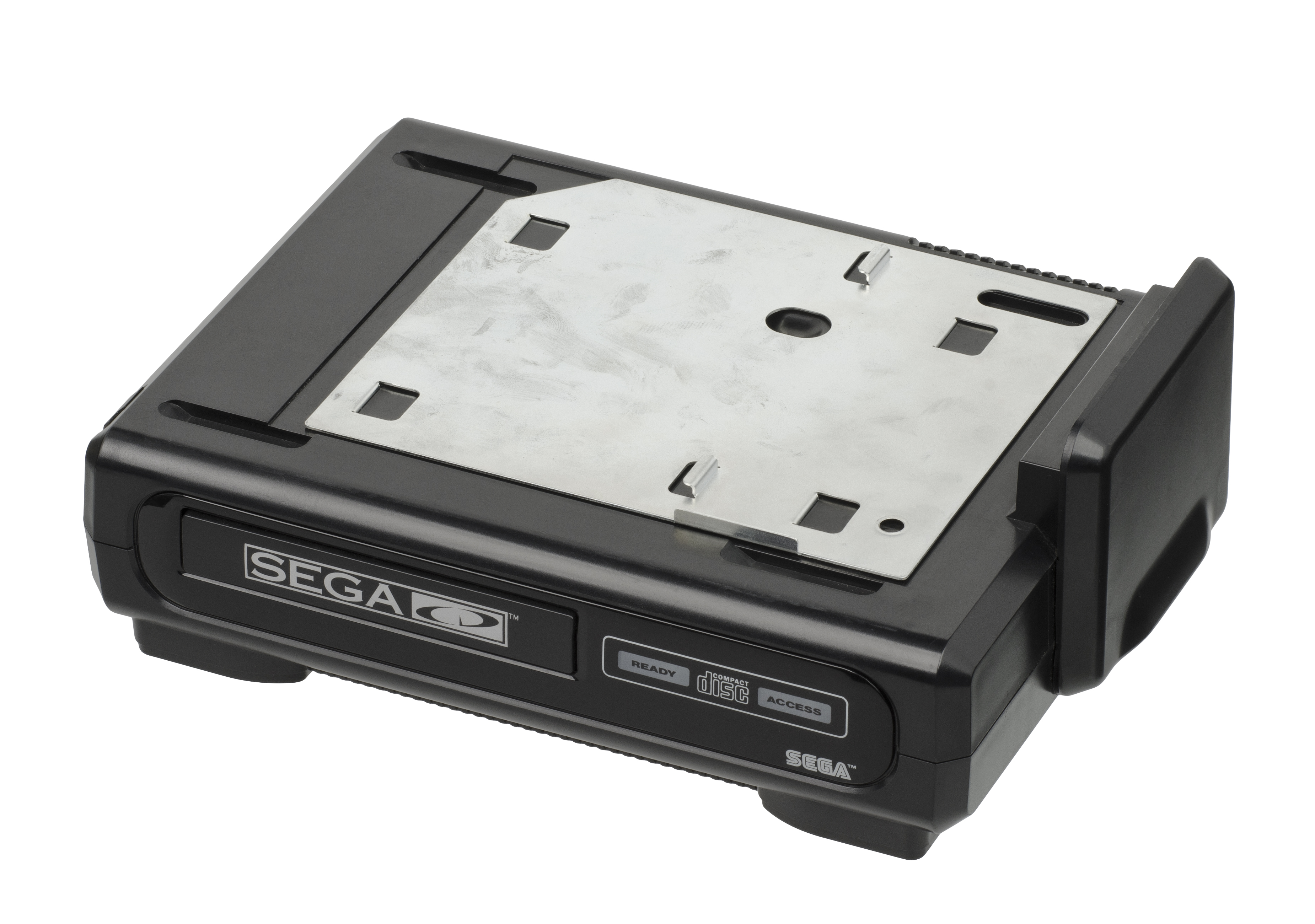
Um Sega CD modelo 1 sem um Mega Drive anexado. A placa de junção de aço foi incluída para atuar como blindagem eletromagnética entre o leitor de CD e o hardware do console

Em 15 de outubro de 1992, o Mega-CD foi lançado na América do Norte, sob o nome Sega CD, com um preço de varejo de 299 dólares. A publicidade incluiu um dos slogans da Sega, "Welcome to the Next Level" ("Bem-vindo ao próximo nível"). Embora apenas 50 mil unidades estivessem disponíveis no lançamento devido a problemas de produção, o Sega CD vendeu mais de 200 mil unidades até o final de 1992 e 300 mil até julho de 1993. A Blockbuster LLC comprou unidades do Sega CD para serem alugadas em suas lojas. A Sega of America enfatizou que o espaço de armazenamento adicional do Sega CD permitia jogos em full-motion video (FMV), o que fez a Digital Pictures se tornar uma parceira importante. Após a competição inicial entre a Sega e a Nintendo para desenvolver um add-on baseado em CD, a Nintendo cancelou o desenvolvimento de tal acessório para o Super Nintendo Entertainment System, depois de ter feito uma parceria com a Sony e mais tarde com a Philips.
O Mega-CD foi lançado na Europa em abril de 1993, primeiramente no Reino Unido, em 2 de abril de 1993, a um preço de 269,99 libras. A versão europeia vinha junto com os jogos Sol-Feace e Cobra Command, em um conjunto de dois discos, juntamente com um CD de compilação contendo cinco jogos do Mega Drive. Apenas 70 mil unidades estavam inicialmente disponíveis no Reino Unido, mas 60 mil unidades foram vendidas até agosto de 1993. O Mega-CD foi lançado na Austrália em março de 1993. A empresa brasileira de brinquedos Tectoy lançou o Sega CD no país em outubro de 1993, mantendo o nome norte-americano, apesar do console original utilizar o nome Mega Drive em vez de Genesis.

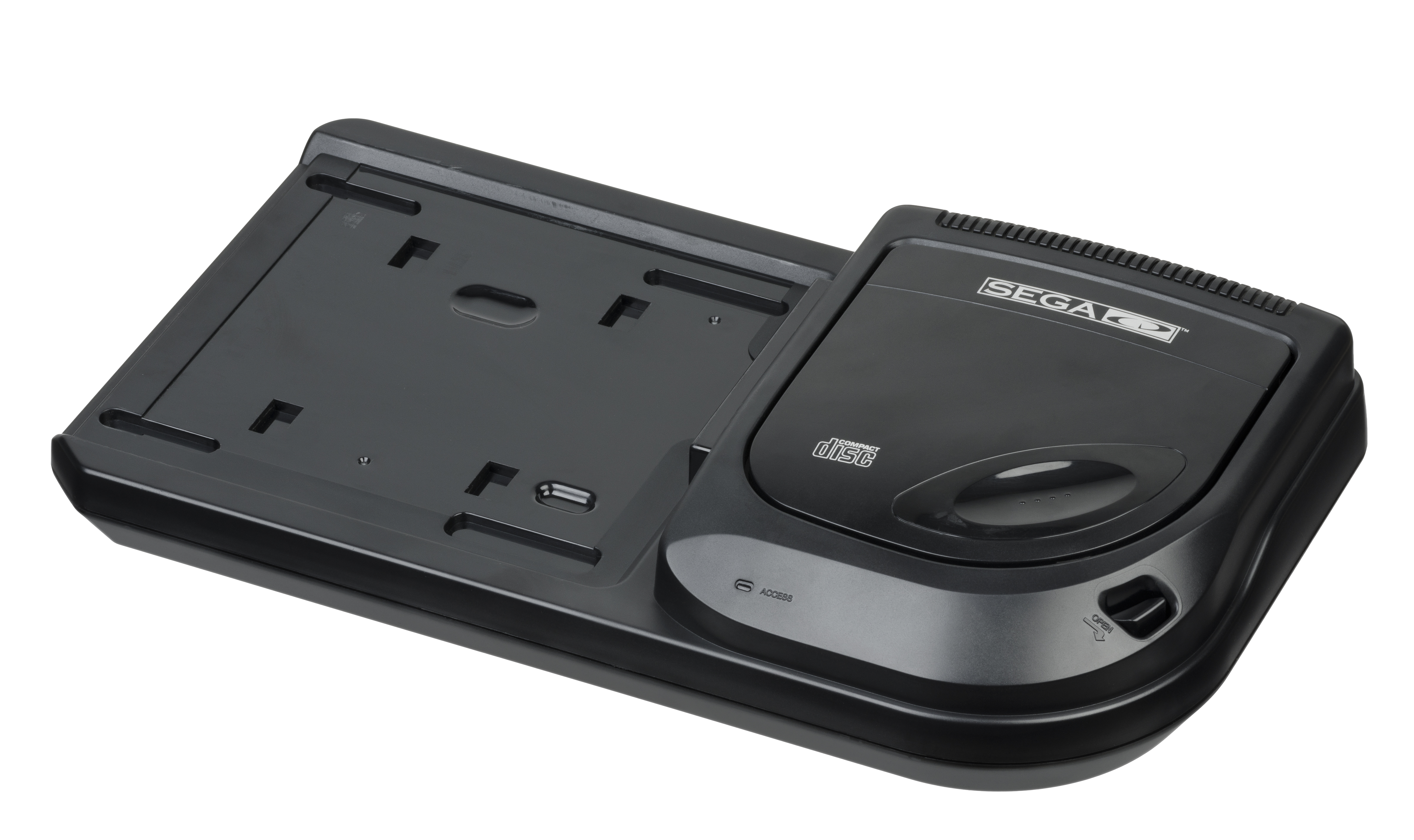
Um Sega CD modelo 2 sem um Mega Drive anexado. Já sem a placa de junção de aço

A Sega lançou um segundo modelo, o Sega CD 2 (Mega-CD 2), em 23 de abril de 1993, no Japão. Foi lançado na América do Norte vários meses depois, junto com um dos jogos mais vendidos do Sega CD, Sewer Shark. Projetado para reduzir os custos de fabricação do Sega CD original, o novo modelo é menor e não usa uma bandeja de disco motorizada. Um número limitado de jogos foram desenvolvidos para serem jogados simultaneamente com o Sega CD e outro add-on do Mega Drive, o 32X, lançado em novembro de 1994.

### Controvérsia envolvendoNight Trap
Em 9 de dezembro de 1993, o Congresso dos Estados Unidos iniciou audiências sobre violência em jogos eletrônicos e a comercialização de jogos violentos para crianças. Night Trap, um jogo de aventura em FMV da Digital Pictures lançado para o Sega CD, estava no centro do debate. O jogo foi levado ao conhecimento do senador dos Estados Unidos Joe Lieberman, que disse: "[O jogo] acaba com esta cena de ataque a esta mulher de lingerie, em seu banheiro. Eu sei que o criador do jogo disse que era para tudo ser uma sátira de Drácula; mas mesmo assim, achei que ele passou a mensagem errada". A pesquisa de Lieberman concluiu que a maioria dos usuários de jogos eletrônicos tinha entre sete e doze anos e, portanto, aqueles que publicavam jogos violentos estavam promovendo violência para crianças.
Night Trap também foi discutido no parlamento do Reino Unido. O ex-diretor de desenvolvimento da Sega Europe, Mike Brogan, observou que o jogo trouxe publicidade à Sega e ajudou a reforçar sua imagem como uma "empresa ousada com atitude". Apesar do aumento das vendas, a Sega retirou Night Trap das lojas e o relançou com alterações em 1994. Após as audiências no Congresso, fabricantes de jogos eletrônicos se uniram para estabelecer um sistema de classificação unificado, o Entertainment Software Rating Board, em 1994.

### Declínio
No final de 1993, as vendas do Sega CD haviam estagnado no Japão e estavam diminuindo na América do Norte. Na Europa, as vendas de jogos para Mega-CD foram superadas por jogos de Amiga CD32. Novos consoles baseados em CD, como o 3DO Interactive Multiplayer, tornaram o Sega CD tecnicamente obsoleto, reduzindo o interesse do público. Menos de um ano após o lançamento do Sega CD na América do Norte e na Europa, a imprensa informou que a Sega não estava mais aceitando propostas de desenvolvimento interno para o Mega-CD no Japão. Até 1994, 1,5 milhão de unidades foram vendidas nos Estados Unidos e 415 mil na Europa Ocidental. Segundo Kalinske, o alto preço do Sega CD limitou o potencial de mercado; a Sega tentou contrariar isso nos EUA e no Reino Unido vendendo o acessório junto a diversos jogos, com alguns pacotes incluindo até cinco jogos.
No início de 1995, a Sega mudou seu foco para o Sega Saturn e descontinuou toda publicidade envolvendo o Mega Drive, incluindo o Sega CD. A empresa descontinuou o Sega CD no primeiro trimestre de 1996, dizendo que precisava se concentrar em menos plataformas e que o Sega CD não poderia competir devido ao seu alto preço e à lentidão do sistema. De acordo com Thorpe, o Sega CD só alcançou um preço mais acessível em 1995, quando os clientes estavam dispostos a esperar por consoles mais novos. Os últimos jogos previstos para o Sega CD, portes de Myst e Brain Dead 13, foram cancelados. 2,24 milhões de Sega CD foram vendidos mundialmente.

## Especificações técnicas

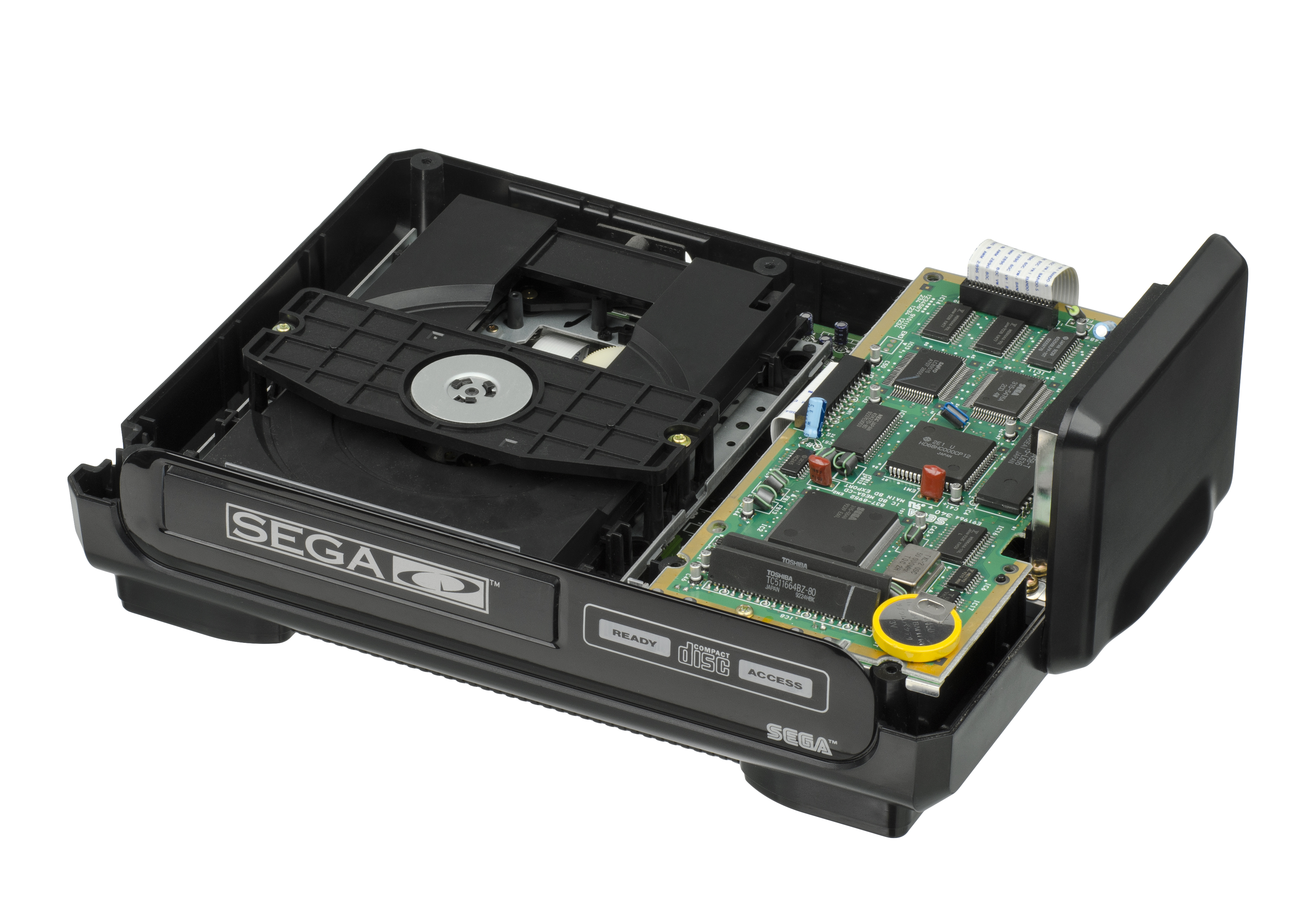
A placa-mãe e o laser do leitor de CD, montados em um Sega CD modelo 1

O Sega CD só pode ser usado em conjunto com um Mega Drive, conectado através de uma porta de expansão na lateral do console principal. Requer sua própria fonte de alimentação. Uma característica central do Sega CD é o aumento no armazenamento de dados por seus jogos serem em CD-ROMs; enquanto os cartuchos ROM da época normalmente continham de 8 a 16 Mbit de dados, um disco CD-ROM pode conter mais de 640 megabytess de dados — mais de 320 vezes o armazenamento de um cartucho de Mega Drive. Esse aumento no armazenamento permite que o Sega CD reproduza jogos em FMV. Além de reproduzir sua própria biblioteca de jogos em formato CD-ROM, o Sega CD também pode reproduzir CDs comuns e discos de karaokê em CD+G, e pode ser usado em conjunto com o 32X para reproduzir jogos em 32 bits que usam ambos os complementos. O segundo modelo, também conhecido como Sega CD 2, inclui uma placa de junção de aço para ser aparafusada na parte inferior do Mega Drive e um espaçador de extensão para trabalhar com o modelo original do console.

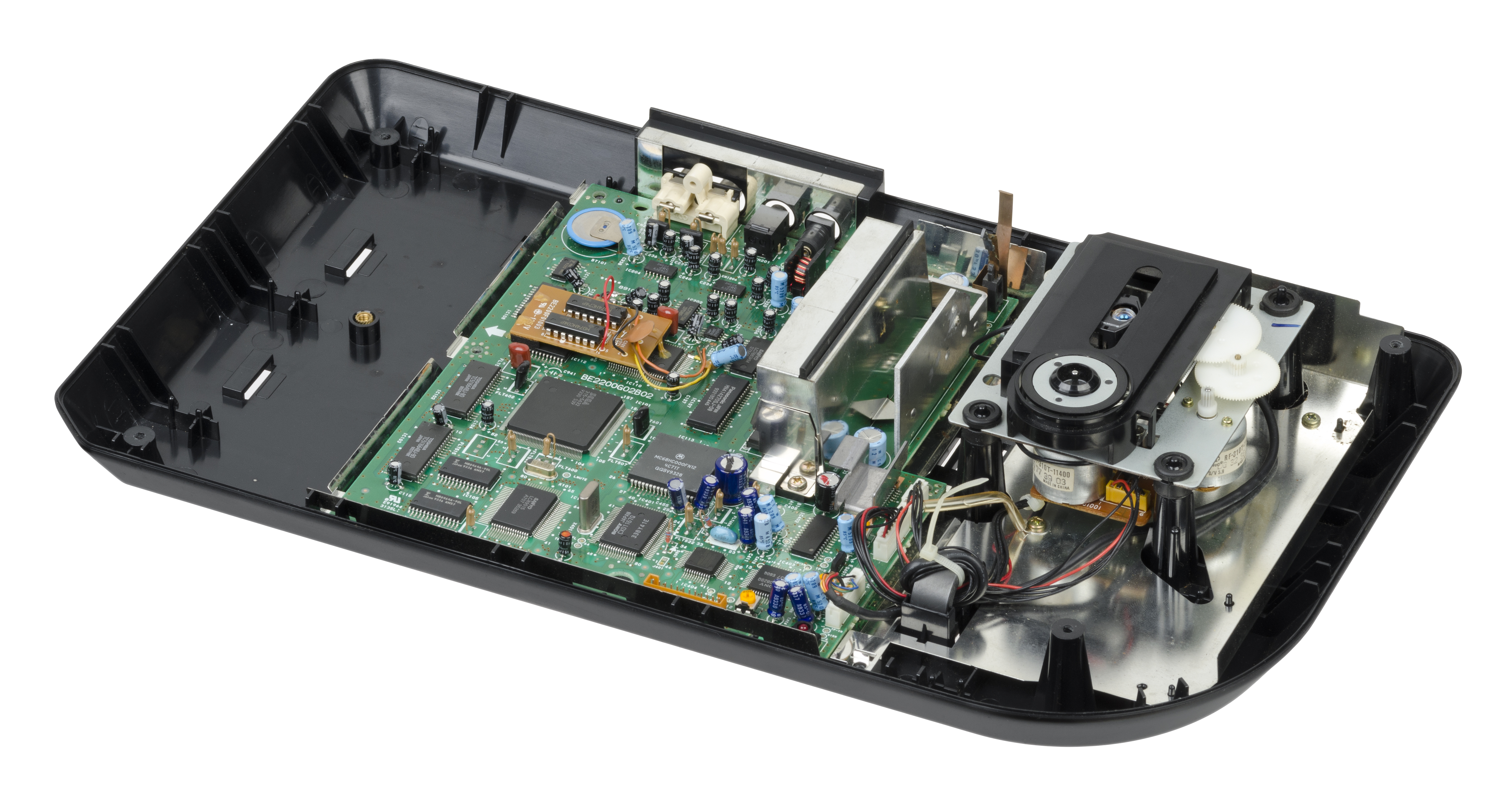
A placa-mãe e o laser do leitor de CD, montados em um Sega CD modelo 2

A CPU principal do Sega CD é o processador de 16 bits Motorola 68000, de 12,5 MHz, 5 MHz mais rápido que o Mega Drive. Ele contém 1 Mbit de boot ROM, alocado para BIOS, um software de CD player e compatibilidade com discos CD+G. 6 Mbit de RAM são alocados para dados de programas, imagens e sons; 512 Kbit para modulação por código de pulsos; 128 Kbit para memória de cache de dados de CD-ROM; e 64 Kbit adicionais como memória de backup. Uma memória de backup adicional de 1 Mbit também estava disponível para compra separadamente, na forma de cartucho, lançado perto do fim da vida útil do sistema. O chip gráfico é um ASIC customizado, e pode ter um desempenho semelhante ao Mode 7 do SNES, mas com a capacidade de lidar com mais objetos ao mesmo tempo. O áudio é fornecido através do Ricoh RF5C164, e dois conectores RCA permitem que o Sega CD produza som estereofônico separadamente do Mega Drive. A combinação de som estéreo de um Mega Drive com qualquer versão do Sega CD requer um cabo entre o fone de ouvido do Mega Drive e um conector de entrada na parte traseira do Sega CD. No entanto, isso não é necessário para o segundo modelo do Mega Drive. A Sega lançou um acessório adicional para ser usado com o Sega CD para karaokê, incluindo uma entrada de microfone e vários controles de som.

## Modelos
|                                     |                                    |                     |
| Genesis e Sega CD (modelo original) | Genesis e Sega CD (segundo modelo) | Genesis CDX         |
|                                     |                                    |                     |
| Victor Wondermega RG-M1             | Victor Wondermega RG-M2            | Pioneer LaserActive |

Vários modelos de Sega CD foram lançados. O modelo original usava uma bandeja de disco motorizada de carregamento frontal e ficava abaixo do Mega Drive. O segundo modelo foi redesenhado para ficar ao lado do console e apresentava uma bandeja de disco de carregamento ao topo. A Sega também lançou o Genesis CDX (Multi-Mega na Europa), uma combinação do Genesis e do Sega CD, com a funcionalidade adicional de reprodutor de CD portátil.
Três modelos adicionais foram criados por outras empresas. A JVC lançou o Wondermega, uma combinação do Mega Drive e do Sega CD com áudio de alta qualidade, em 1.º de abril de 1992, no Japão. O Wondermega foi redesenhado pela JVC e lançado como X'Eye na América do Norte em setembro de 1994. Seu alto preço o manteve fora das mãos dos consumidores comuns. Outro console, o LaserActive da Pioneer Corporation, permite reproduzir jogos de Mega Drive e Sega CD se equipado com o acessório Mega-LD desenvolvido pela Sega. O LaserActive foi projetado para competir com o 3DO, mas o preço combinado do console com o Mega-LD era muito alto para a maioria dos consumidores. A Aiwa lançou o CSD-GM1, uma combinação do Mega Drive com o Sega CD embutida em um boombox. O CSD-GM1 foi lançado no Japão em 1994.

## Jogos
O Sega CD suporta uma biblioteca de mais de duzentos jogos criados pela Sega e por outras empresas. Seis jogos utilizam tanto o Sega CD quanto o 32X. Jogos conhecidos do Sega CD incluem Sonic CD, Lunar: The Silver Star, Lunar: Eternal Blue, Popful Mail, e Snatcher, bem como o polêmico Night Trap. Embora a Sega tenha criado Streets of Rage para o Mega Drive para competir contra o porte do SNES do hit de arcade Final Fight, o Sega CD recebeu uma versão aprimorada de Final Fight que foi elogiada por sua maior fidelidade à versão original. Eternal Champions: Challenge from the Dark Side foi notado por seu uso impressionante do hardware do Sega CD, bem como seu conteúdo violento. Em particular, Sonic CD foi aclamado por seus gráficos e jogabilidade envolvendo viagem no tempo, que melhorou a jogabilidade tradicional da série Sonic. O Sega CD também recebeu portes aprimorados de jogos do Mega Drive, incluindo Batman Returns e Ecco the Dolphin.
A biblioteca do Sega CD inclui vários jogos em FMV. A qualidade do FMV era inferior no Sega CD devido ao software de compactação de vídeo ruim e a paleta de cores limitada, e o conceito nunca chamou atenção do público. De acordo com o fundador da Digital Pictures, Tom Zito, a paleta de cores limitada do Sega CD criou "uma aparência granulada horrível". Da mesma forma, a maioria dos portes de Mega Drive para o Sega CD apresentavam sequências em FMV adicionais, níveis extras e áudio aprimorado, mas eram idênticos à versão original. A qualidade do vídeo nessas sequências foi criticada por ser comparável a uma fita VHS antiga. Dado um grande número de jogos em FMV e portes do Mega Drive, a biblioteca de jogos do Sega CD recebeu críticas por sua falta de profundidade. Kalinske sentiu que essa era uma crítica válida e que, embora fosse útil para lançar coleções de jogos, "apenas lançar jogos de cartucho em um CD-ROM não era um passo à frente". Segundo Thorpe, os jogos do Sega CD não apresentaram avanço suficiente para justificar o preço do console para a maioria dos consumidores. Ele sentiu que os jogos em FMV, voltados para jogadores mais casuais, não eram suficientes para satisfazer os jogadores hardcore.

## Recepção e legado

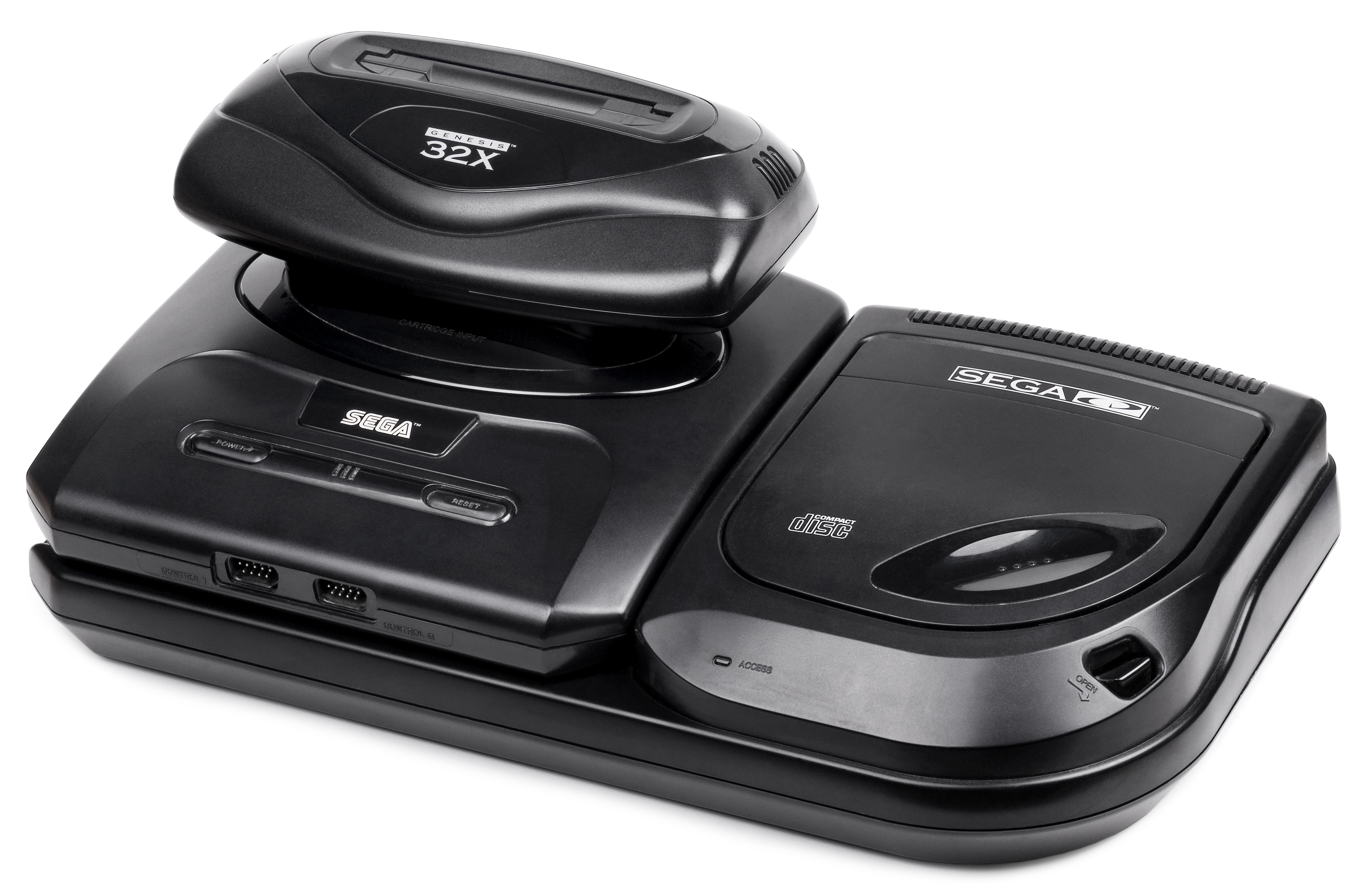
Um Sega CD modelo 2 com um Genesis modelo 2 e um 32X anexado. Cada dispositivo requer sua própria fonte de alimentação.

Pouco antes de seu lançamento, o Sega CD foi premiado como o Melhor Novo Periférico de 1992 pela Electronic Gaming Monthly. Quatro críticas separadas pontuaram o complemento em 8, 9, 8 e 8 de 10; revisores citaram suas atualizações para o Mega Drive, bem como sua biblioteca de jogos de alta qualidade e em expansão. No entanto, recepção posterior em 1995 pela mesma revista mostrou uma resposta mais mista: quatro revisores pontuaram 5 em 10, citando seus problemas de biblioteca de jogos e qualidade de vídeo abaixo do padrão. A GamePro também criticou a biblioteca de jogos fraca e a qualidade de vídeo abaixo do padrão, observando que muitos dos jogos eram portes simples de jogos de cartucho com melhorias mínimas e comentando que "O Sega CD poderia ter sido uma atualização, mas é essencialmente um dispositivo de grande memória com som de CD". Eles deram um "polegar para o lado" e recomendaram que os fãs do Mega Drive comprassem um Super Nintendo Entertainment System antes mesmo de considerar um Sega CD. Da mesma forma, em um "Game Machine Cross Review" especial em maio de 1995, a Famicom Tsūshin pontuou o segundo modelo do Mega-CD japonês em 17 de 40.
A recepção retrospectiva do Sega CD é mista, elogiando certos jogos, mas criticando seu baixo custo-benefício e as limitações nos benefícios que oferece ao Mega Drive. A GamePro listou o Sega CD como o sétimo console menos vendido de todos os tempos, com o crítico Blake Snow observando que "O problema era triplo: o dispositivo custava 299 dólares, chegava tarde no ciclo de vida de 16 bits e não fazia muito (se alguma coisa) para melhorar a experiência dos jogos". Snow notou, no entanto, que o Sega CD tinha em sua biblioteca "o melhor jogo de Sonic de todos os tempos" com Sonic CD. Levi Buchanan, da IGN, criticou a falta de criatividade: "De que adianta o espaço de armazenamento extra se não há nada inventivo a ser feito com ele? Nenhum novo conceito de jogabilidade emergiu do SEGA CD — ele apenas ofereceu mais do mesmo".
Jeremy Parish, da USgamer, apontou que "a Sega não foi a única empresa a turvar suas águas com um add-on de CD no início dos anos 90" e destacou algumas "joias" para o sistema, mas advertiu que "os benefícios oferecidos pelo Sega CD tiveram que ser balanceados contra o fato de que o add-on mais que dobrou o preço (e a complexidade) do Mega Drive". Escrevendo para a Retro Gamer, Damien McFerran citou várias razões para as vendas limitadas do Sega CD, incluindo seu alto preço, a falta de melhorias significativas e a falta de capacidade em funcionar sem um console acoplado. No entanto, Aaron Birch, da mesma revista, defendeu o Sega CD e escreveu que "a única grande causa do fracasso do Mega-CD foi o próprio console. Quando o sistema foi lançado, a tecnologia CD-ROM ainda estava em sua infância e as empresas ainda não tinham tempo para entender as possibilidades que oferecia. Simplesmente, o Mega-CD era um console à frente de seu tempo".
O fraco suporte para o Sega CD tem sido frequentemente citado como o primeiro elo na desvalorização da marca Sega. Escrevendo para a IGN, Buchanan criticou o baixo suporte e a fraca bibliteca do add-on, e disse: "o SEGA CD parecia uma decisão estranha e desesperada — algo projetado para pegar um pouco de tinta mas sem nenhuma estratégia real e bem pensada. Os proprietários do Mega Drive que investiram no add-on ficaram extremamente desapontados, o que sem dúvida ajudou a azedar os não obstinados da marca". Em uma análise à GamePro, Snow comentou que "O Sega CD marcou o primeiro de vários sistemas da Sega que tiveram um suporte muito pobre; algo que desvalorizou a marca Sega, antes popular aos olhos dos consumidores, e algo que iria em última análise levar ao fim da empresa como fabricante de hardware".
O ex-produtor sênior da Sega of America, Scot Bayless, atribui as vendas fracas à falta de orientação da Sega com o add-on. De acordo com Bayless, "Foi uma mudança de paradigma fundamental, quase sem pensar nas consequências. Sinceramente, acho que ninguém na Sega fez a pergunta mais importante: 'Por quê?' Há uma regra que desenvolvi durante meu tempo como engenheiro no setor de aviação militar: nunca se apaixone por sua tecnologia. Acho que foi aí que o Mega-CD saiu dos trilhos. Toda a empresa se apaixonou pela ideia, sem nunca realmente se perguntando como isso afetaria os jogos que você fez". O produtor da Sega of America, Michael Latham, oferece uma visão contrastante de suporte para o add-on, no entanto, afirmando: "Eu amei o Sega CD. Sempre achei que a plataforma foi pouco apreciada e que foi prejudicada por uma concentração excessiva de tentativas fazer jogos de filmes interativos de Hollywood em vez de usar seu armazenamento e habilidades estendidas para fazer jogos simplesmente excelentes". O ex-presidente da Sega of Europe, Nick Alexander, comentou sobre o Mega-CD: "era interessante, mas provavelmente mal concebido e era visto como o produto provisório que era. Lamento, mas não consigo lembrar os números de vendas, mas não foi um sucesso".